# Gabriel Bounin
Pour les articles homonymes, voir Bounin.
Gabriel Bounin est un poète et un  dramaturge français né à Châteauroux vers 1520, où il fut lieutenant. Il décéda en  1604.
Il publie, en 1561, une tragédie, La Sultane (La Soltane) qui s'inspire de l'ouvrage de Guillaume Postel De la République des Turcs (1560).
La pièce a pour sujet la mise à mort de Moustapha. C'est Rustan qui obtient ce résultat, en le calomniant auprès du sultan Soliman, au profit de la sultane Rose, inquiète de voir le pouvoir échapper à ses fils.

## Œuvres
- La Soltane, Tragedie par Gabriel Bounin lieutenant de Chasteau-rous en Berry, à Paris, M.D.LXI., chez Guillaume Morel, Imprimeur du Roy.

Éditions modernes
- La Soltane, Marburg, 1888.
- La Soltane, édition critique par Michael Heath, University of Exeter, 1977.
- « La Sultane », texte édité et présenté par Michel Dassonville, La tragédie à l'époque d'Henri II et de Charles IX, 1er série, vol. 1 (1550-1561), Florence-Paris, Olschki-PUF, 1986, p. 295-368.

Texte en ligne
- Tragédie sur la défaite et occision de La Piaffe et de la Picquorée, Paris, J. Mestayer, 1579.

Critiques
- Hervé Thomas-Campangne, "De l’histoire tragique à la dramaturgie : l’exemple de François de Belleforest", "Revue d'Histoire Littéraire de la France" 2006- 4 (Vol. 106)
- Charles Mazouer, "La Moralité en France au XVIe siècle", BHR 1996 no 22 p. 363.